# Valahol
Koncz Zsuzsa Valahol  című nagylemeze 1979-ben jelent meg. Egy zsűri 1980-ban az 1967 óta megjelent legjobb rocklemeznek választotta az albumot. Az utolsó lemez, amely még teljesen a Fonográffal készült, de a munkák jó részét már Tolcsvay László végezte.

## Az album dalai
1. Valahol (Tolcsvay László – Bródy János) 4:10
2. Könnyű kiskabátban (Tolcsvay László – Bródy János) 4:10
3. A város fölött (Szörényi Levente – Bródy János) 3:25
4. Élünk csendesen (Tolcsvay László – Bródy János) 4:00
5. Mindenki egyetért (Tolcsvay László – Bródy János) 3:00
6. Kis Virág új útra indul (Szörényi Levente – Bródy János) 2:58
7. A metró (Tolcsvay László – Bródy János) 4:13
8. Légy óvatos (Tolcsvay László – Bródy János) 5:40
9. Veszteségek (Tolcsvay László – Bródy János) 3:49
10. Őszinte bohóc (Tolcsvay László – Bródy János) 4:37
11. Véget ért (Szörényi Levente – Bródy János) 3:16